# Brewster, Washington
Brewster är en ort i Okanogan County i delstaten Washington, USA.